# Paolo Santarcangeli
Paolo Santarcangeli, nato Pàl Schweitzer (Fiume, 10 giugno 1909 – Torino, 22 novembre 1995), è stato un poeta, scrittore e saggista italiano.
Poeta narratore e saggista è stato anche profondo studioso della lingua e della letteratura ungherese, fondando nel 1965 la Cattedra di Lingua e Letteratura Ungherese dell'Università di Torino. Salvatosi dalle persecuzioni antiebraiche nella città di Santarcangelo di Romagna, volle cambiare il proprio cognome d'origine, onorandola.

## Poesia italiana
- Il cuore molteplice, Ubaldini, Roma 1949
- Canzoni della ricca stagione, Ubaldini, Roma 1951
- Morte di un guerriero, Ubaldini, Roma 1966
- Resa dei Conti, Scheiwiller, Milano 1976
- Lettera agli antipodi, Vallecchi, Firenze 1981
- Specchio dell'illusione, Torino 1982
- Diario del Tigullio, Vallecchi, Firenze 1989

## Poesia in lingua ungherese
- Szökőár (Maremoto), Magvető, Budapest 1974
- Üzenet a túlsó partról (Messaggio dall'altra sponda), Békéscsaba 1980
- Sötét láng (Fiamma nera), Magvető, Budapest 1985

## Narrativa in italiano
- Il porto dell'aquila decapitata, Vallecchi, Firenze 1969
- Il fuoco e altri racconti d'amore e disamore, Torino 1973
- In cattività babilonese, Del Bianco, Udine 1987

## Narrativa in ungherese
- Török induló Válogatott lebeszélések, Szépirodalmi, Budapest 1989

## Saggistica in italiano
- Hortulus litterarum, ossia la magia delle lettere, Scheiwiller, Milano 1965 [trad. in ungherese, Europa, Budapest 1971]
- Il libro dei Labirinti, Vallecchi, Firenze 1967 e Frassinelli, Milano 1984 [trad. in ungherese, Gondolat, Budapest 1970]
- Nekya - La discesa agli Inferi, Uni, Milano 1981
- Santa Teresa d'Avila - Amore Divino, Rusconi, Milano 1980
- Homo ridens, Olschki, Firenze 1989

## Saggistica in ungherese
- Beszélgetések a Sátánnal (Conversazioni con Satana), Europa, Budapest 1987
- Pokolra kell annak menni (Il poeta negli inferi), Gondolat, Budapest 1980
- Magyar-olasz kapcsolatok - tanulmányok -, Akadémiai, Budapest 1989

## Traduzioni e analisi letterarie
- Lirica ungherese del 900, Guanda, Parma 1962
- Endre Ady, Poesie, Lerici, Milano 1963
- Endre Ady, Sangue e oro, Accademia, Milano, 1965
- Lajos Kassák, Il cavallo muore e gli uccelli volano via, All'insegna del pesce, Torino 1969
- Michel Babits, Il libro di Giona, Arion, Budapest 1976
- Sándor Weöres, Verso la perfezione - La nascita della poesia, Bona, Torino 1976
- Trilogia di poeti ungheresi (S.Weöres, GY. Somlyó - Gy. Rákos), Vallecchi, Firenze 1984
- Sándor Petőfi, Poesie scelte, UTET, Torino 1985

| Controllo di autorità | VIAF (EN) 62360084 · ISNI (EN) 0000 0001 0908 1693 · SBN CFIV009605 · LCCN (EN) n85340119 · GND (DE) 11951379X · BNF (FR) cb120683113 (data) · J9U (EN, HE) 987007277489505171 |